# Sandvikens naturreservat, Gotland
Sandviken är en vik och ett naturreservat och Natura 2000-område
på Gotland, beläget mellan Sysne udd och Gryngudd på Östergarnslandet.
Naturreservatet omfattar en 600 meter lång och 150 meter bred badstrand och ett vattenområde utanför stranden. Närmast havet bildar sanden en cirka 20 meter bred vall av låga dyner där strandråg, rörsvingel och kvickrot samt den i sen tid till Gotland invandrade sandsallaten (Mulgedium tataricum) dominerar växtligheten. Innanför dynerna vidtar en 40–80 meter bred sandgräshed bevuxen med bland annat backtimjan, gulmåra, harklöver, höskallra och gulkämpar samt enstaka enar och små grupper av tallar.